# لنجار (دودانغة)
لنجار (بالفارسية: اینجار) هي منطقة سكنية تقع في إيران في قسم دودانغة الریفي. يقدر عدد سكانها بـ 927 نسمة.